# Distretto di Drohobyč
Il distretto di Drohobyč (in ucraino Дрогобицький район?, Drohobyc'skyj rajon) è un distretto nell'oblast' di  Leopoli in Ucraina. Il suo centro amministrativo è la città di Drohobyč. Ha una popolazione di 232 947 abitanti. I 
Il 18 luglio 2020, come parte della riforma amministrativa dell'Ucraina, il numero di distretti dell'oblast' di Leopoli è stato ridotto a sette e l'area del distretto di Drohobyč è stata notevolmente ampliata.